# Mezza galera

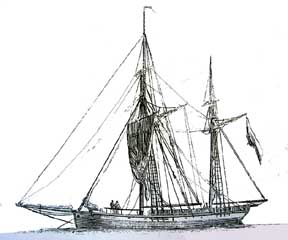
Galeotta, estratto Dictionnaire de la Marine di Willaumez, 1831

La mezza galera è un veliero, simile alla galea ma di minori dimensioni. Come la galea aveva sia propulsione a remi,        circa 20 per lato con un solo vogatore per remo, che a vela, con due alberi con vele latine; in questo differiva dalla galea brigantino, che aveva i due alberi dotati l'uno di vela latina e l'altro di vela aurica o di vela latina.
La nave venne usata da molte marinerie mediterranee, compresa la Marina del Regno di Sardegna ed era armata di 3 cannoni "in caccia", cioè fissi a prua, ed altri pezzi minori sulle fiancate, di solito su affusto girevole, oltre a portare un gruppo di fanti di marina in aggiunta all'equipaggio regolare e ai rematori, chiamati bassa forza o extra equipaggio.
Una nave di questo tipo nella Marina Sarda portava intorno ai 70/80 uomini di personale navigante e fanti di marina, dei quali tre tra ufficiali e sottufficiali, circa 25 di fanti con due ufficiali inferiori, 40 uomini di ciurma ed una decina di uomini che ricoprivano altri ruoli come scrivano, segretario, chirurgo, capocannoniere e sottoposti, aguzzini.